# بلبایته
بلبایته (به اسپانیایی: Bolbaite) یک شهرستان در اسپانیا است که در Canal de Navarrés واقع شده‌است.

## خصوصیات
بلبایته ۴۰٫۴ کیلومترمربع مساحت و ۱٬۴۸۷ نفر جمعیت دارد و ۲۵۳ متر بالاتر از سطح دریا واقع شده‌است.